# Odette Miranda
Odette Miranda (circa 1971) is een Surinaams ondernemer, radiomaker, televisiemaker en presentator. Ze begon haar mediacarrière als presentator bij Radio 10 Magic FM van Werner Duttenhofer. In 1998 richtte ze haar eigen bedrijf Chetskeys op, en daarna nog twee bedrijven, waarmee ze producties levert voor de Surinaamse radio en televisie.

## Biografie
Suriname voelde voor Odette Miranda te klein en ze ging in de jaren 1990 daarom naar Nederland om haar dromen waar te maken. Daar werkte ze uiteindelijk als manager in de horeca. Nadat haar relatie uitging, werd het leven zwaar en verlangde ze terug naar Suriname. Bij terugkeer werkte ze aanvankelijk nog in het horecabedrijf van haar moeder.
Als vlotte spreker viel ze op bij Werner Duttenhofer, die haar vroeg om bij zijn Radio 10 Magic FM te komen werken. Hiermee maakte ze haar entree in de mediawereld. Ze begon hier bij de nieuwsdienst en presteerde daarna Info Tien. Toen ze een uitzending bij de Kamer van Koophandel en Fabrieken (KKF) maakte, rees bij haar het idee om ook voor haarzelf te beginnen. Op 1 april 1998 schreef ze haar bedrijf Chetskeys in bij de KKF. Haar kantoor was de eerste vijf jaar nog gevestigd in het gebouw van de Surinaamse Televisie Stichting (STVS). Daarna verhuisde ze het naar een benedenkamer van haar eigen woning, totdat het bedrijf uiteindelijk haar gehele woning besloeg. Haar erf biedt plaats voor de audio- en videostudio en haar moeder kwam bij haar in dienst voor de financiële administratie. Ze kreeg ook tegenslagen te verwerken, zoals het overlijden van Duttenhofer in 2013, de overstroming van haar bedrijf toen het water van de Surinamerivier over de kades kwam en de diefstal van haar apparatuur.
Ze begon met de productie van radioprogramma's en de groei zette door nadat ze ook produceerde voor televisie en de advertentiemarkt. Na Chetskeys richtte ze ook nog TGMC en Dominium op. Binnen vijftien jaar had ze inmiddels 35 mensen in dienst. Terwijl ze de uitvoering aan haar werknemers overlaat, is ze zelf ook blijven presenteren. Soms ook van speciale evenementen zoals het benefietconcert voor het Conservatorium van Suriname in 2012 en de uitvaartceremonie van vier kleine kinderen na een huisbrand in 2019.
Ze was sinds ten minste 2013 de eerste secretaris van het bestuur van de Stichting ter bevordering van Kunst & Kultuur die het muziekfestival SuriPop organiseert. Ze werd rond dezelfde tijd de vaste presentator van het festival in het duo met Henk van Vliet. In 2023 nam ze de voorzittershamer over van Frank Cameron, die deze rol sinds het begin in 1978 had gehad. Ze kondigde aan met meerdere activiteiten te willen komen, om daarmee het creatieve talent in het land te bevorderen. Een ervan is de organisatie van een SuriPop Kerstsong Competitie. Deze vond meteen in 2023 plaats, aanvankelijk als pilotproject. Vanaf 2024 worden de finalisten telkens vanuit een ander district van Suriname gepresenteerd.